# Linschoterbos
Het Linschoterbos is een bospartij in het noorden van de gemeente Montfoort, net ten zuiden van de A12 bij Woerden en Linschoten. In het bos staat het landgoed Huis te Linschoten.
Door het Linschoterbos loopt het water van de Lange Linschoten, dat richting Oudewater stroomt. De omgeving is populair bij fietsers en wandelaars.